# Coccymys
Coccymys (Кокціміс) — рід гризунів родини мишеві (Muridae).

## Характеристика
Досягають довжини тіла від 10 до 12 сантиметрів, хвіст від 14 до 17 сантиметрів і важить від 26 до 35 грамів. Довге, щільне хутро коричневе зверху і світло-сірого кольору на животі. Голова округла, волохатий хвіст.

## Поширення, екологія
Рід включає чотири види, всі є ендеміками Нової Гвінеї. Середовищем їх проживання є ліси і луки на висоті 1900-3600 метрів над рівнем моря, вони можуть навіть живуть вище лінії дерев. Вони, як правило, залишаються на землі і живляться чисто зеленим рослинним матеріалом.